# Kai Meriluoto
Pour les articles homonymes, voir Meriluoto.
Kai Meriluoto né le 2 janvier 2003 en Finlande, est un footballeur finlandais. Il évolue au poste d'attaquant au HJK Helsinki.

## Biographie

### En club
Kai Meriluoto est formé par le Klubi-04, l'équipe réserve du HJK Helsinki. Avec le Klubi-04, il fait ses débuts le 27 janvier 2019, face au Pallokerho Keski-Uusimaa en coupe de Finlande. Il est titulaire ce jour-là, et se fait remarquer en inscrivant deux buts, contribuant grandement à la victoire de son équipe (0-5).
Il intègre ensuite l'équipe senior du HJK Helsinki, avec qui il fait ses débuts en première division le 6 août 2020, contre le FC Lahti. Il entre en jeu à la place d'Atomu Tanaka lors de cette rencontre qui se solde par un match nul (1-1). Il inscrit son premier but dès sa deuxième apparition, le 26 septembre 2020, face au RoPS Rovaniemi, en championnat. Il marque seulement deux minutes après être entré en jeu, contribuant à la victoire des siens (4-0). Cette victoire permet alors à son équipe de prendre la tête du championnat.
À l'image d'autres jeunes tels que Casper Terho, il dispute quelques autres matchs en fin de  saison, où son équipe remporte le championnat finlandais 2020,.

### En équipe nationale
Avec les moins de 16 ans finlandais, il inscrit deux buts, contre l'Irlande du Nord et la Suisse.
Avec les moins de 17 ans, il se met en évidence en étant l'auteur d'un triplé lors d'une rencontre amicale face à l'Islande, en août 2019. Il marque ensuite contre la Norvège et la Belgique.
En 2019, il prend notamment part aux qualifications à l'Euro 2020 des moins de 17 ans, où la Finlande domine sa poule — face à la République tchèque, la Bosnie-Herzégovine et la Moldavie — bien que la phase finale du tournoi soit finalement annulée en raison de la pandémie de covid.

### Vie personnelle
Kai Meriluoto possède des origines japonaises de par sa mère. Il vit en France pendant plusieurs années avant de revenir en Finlande, où il  a été scolarisé au Lycée franco-finlandais d'Helsinki.

## Palmarès
HJK Helsinki
- Champion de Finlande (1) :
  - Champion en 2020.